# Sidney William Souers

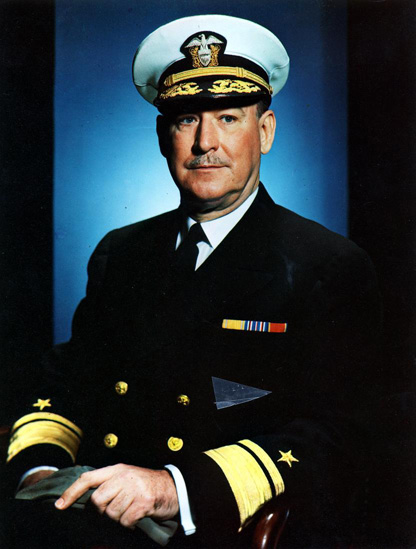
Sidney William Souers

Sidney William Souers (* 30. März 1892 in Dayton (Ohio); † 14. Januar 1973 in St. Louis) war ein amerikanischer Admiral und Geheimdienstexperte.
Souers studierte an der Purdue University und der Purdue University.
Am 23. Januar 1946 wurde Souers von Harry S. Truman zum ersten Direktor der Central Intelligence Agency (CIA) und damit zum Director of Central Intelligence ernannt. Er behielt dieses Amt bis zum 10. Juni des gleichen Jahres. Vor seiner Ernennung war er Stellvertretender Direktor der Naval Intelligence. Er ist der Autor des Geheimdienstkapitels des Eberstadt Reports. Von 1947 bis 1950 war Executive Secretary des Nationalen Sicherheitsrates sowie von 1950 bis 1953 Berater des US-Präsidenten für militärische und Auslandsangelegenheiten.
Souers starb 1973 im Alter von 80 Jahren.